# ペスト (カミュ)
『ペスト』（仏: La Peste）は、フランスの作家・アルベール・カミュが書いた小説。

## 概要
出版は1947年。1957年に40歳代前半でノーベル文学賞を受賞したカミュの代表作の一つである。
フランツ・カフカの『変身』とともに代表的な不条理文学として知られる。カフカの『変身』は不条理が個人を襲ったことを描いたが、カミュの『ペスト』は不条理が集団を襲ったことを描いた。この『ペスト』で描かれる不条理は伝染病のペストである。カミュは、中世ヨーロッパで人口の3割以上が死亡したペストを、不条理が人間を襲う代表例と考え、自らが生まれ育った北アフリカのフランス領を舞台にしたこの小説を書いた。
物語は、フランスの植民地であるアルジェリアのオラン市をペストが襲い、苦境の中、団結する民衆たちを描き、無慈悲な運命と人間との関係性が問題提起される。医者、市民、よそ者、逃亡者と、登場人物たちはさまざまだが、全員が民衆を襲うペストの脅威に、助けあいながら立ち向かう。
語り口は、個々のセンテンスが複数の意味を内包し、その一つが現象的な意識および人間の条件の寓意である点で、カフカの小説、とくに『審判』に通じるものがあると言われている。カミュのアプローチは非情で、語り手である主人公は、自分たちは結局何もコントロールできない、人生の不条理は避けられないという考えを力説する。カミュは不条理に対する人々のさまざまな反応を例示し、いかに世界が不条理に満ちているかを表した。
なお、ドキュメンタリー風に描かれているものの、この小説はフィクションであり、作中のペストの大流行はオラン市で実際に発生したものではなくナチス・ドイツを始めとするファシズムの諷喩であるとする解釈が一般的である。

## 登場人物
- 語り手：その正体は最後になって明かされる。
- ベルナール・リウー：医師。
- ジャン・タルー：よそ者、彼の手帳がこの作品のもうひとつの語り手。
- ジョセフ・グラン：作家志望の下級役人。
- コタール：絶望に駆られた男、犯罪者。
- カステル：医師。
- リシャール：市内で最も有力な医師の一人。医師会長。
- パヌルー：博学かつ戦闘的なイエズス会の神父。
- オトン氏：予審判事、「ふくろう男」。
- レイモン・ランベール：新聞記者。
- 喘息病みの爺さん：リウーの患者

## あらすじ
はじまりは、リウーを階段でつまづかせた一匹の死んだ鼠だった。やがて、死者が出はじめ、医師のリウーは死因がペストであることに気付く。新聞やラジオがそれを報じ、町はパニックになる。死者の数は増える一方で、最初は楽観的だった市当局も対応に追われるようになる。
やがて町は外部と完全に遮断される。脱出不可能の状況で、市民の精神状態も、生活必需品の価格の高騰も相まって困憊してゆく。一方で富裕な家族はほとんど不自由しない。ペスト対策による「実効ある公正さによって、市民の間に平等性が強化されそうなものであったのに、エゴイズムの正常な作用によって、逆に、人々の心には不平等の感情がますます先鋭化される」に至る。完全無欠な死の平等だけは残されるが、誰もこの平等は望まない。
ランベールが妻の待つパリに脱出したいと言うので、コタールが密輸業者を紹介する。コタールは逃亡者で町を出る気はなかった。パヌルー神父は、ペストの災禍を「当然の報い」として悔い改めを大聖堂で説く。一方、リウー、タルー、グランは必死に患者の治療を続ける。タルーは志願の保険隊を組織する。
ランベールは脱出計画をリウー、タルーに打ち明けるが、彼らは町を離れる気はない。やらねばならない仕事が残っているからだ。リウーの妻も町の外にいて、しかも病気療養中だということを聞かされたランベールは、ひとりで幸福になることに疑問を抱くようになり、脱出の算段がついたにもかかわらずこの町にとどまり手伝いを続けることをリウーたちに申し出る。
オトン判事の息子は、血清剤を処方されたものの苦しみながら死んでいった。その姿を目の当たりにしたリウーは、パヌルー神父に対して感情を顕にする。この出来事ののち、神父は信徒らに善をなすことに努めるよう呼びかけるが、間もなく自らも病臥することとなる。神父は自らの信念に従って医師の診察を拒み、平静を保ちながら信仰とともに死んだ。
ペストに罹患したグランが奇跡的に回復した。その後、災厄は突然潮が退いたように終息に向かっていく。しかしながら、オトン判事ら不運な患者は命を落とし、タルーもペストとの闘いに敗れて死んでしまう。その直後、リウーは療養中の妻が死んだことを知らされる。
ついに町の封鎖が解除され、人々は念願の自由を手に入れた。ランベールは妻と再会を果たしたものの、ペストによる異常事態を謳歌してきたコタールは錯乱して銃を乱射し、警察に逮捕される。
市中はペスト終息であちこちから喜悦の叫びが上がっている。しかし語り手は、ペスト菌は決して消滅することはなく生き延び、いつか人間に不幸と教訓をもたらすために、どこかの幸福な都市に彼らを死なせに現れるだろう、自分はそのことを知っている、と述べて物語を締めくくる。

## 他の作品への言及
- エピグラフでは「ある種の監禁状態を他のある種のそれによって表現することは、何であれ実際に存在するあるものを、存在しないあるものによって表現することと同じくらいに、理にかなったことである。」というダニエル・デフォーの言葉が引用される。
- 最初のパートで、リウーは、浜辺で射殺された男の話を耳にする。おそらくカミュの『異邦人』で主人公が射殺したアラブ人のことであろう。
- 初めの方で、コタールがカフカの『審判』について言及する。

## 日本語訳書
- アルベール・カミュ『ペスト』 上、宮崎嶺雄訳、創元社、1950年。
  - 『ペスト』 上、宮崎嶺雄訳、創元社〈創元文庫 B 第53〉、1952年。
- アルベール・カミュ『ペスト』 下、宮崎嶺雄訳、創元社、1950年。
  - 『ペスト』 下、宮崎嶺雄訳、創元社〈創元文庫 B 第54〉、1952年。
- 『ペスト』宮崎嶺雄訳、新潮社〈カミュ著作集 2〉、1958年。新版「カミュ全集4」同、1972年
  - カミユ『異邦人・ペスト・転落・誤解』佐藤朔ほか訳、新潮社〈世界文学全集 第39〉、1960年。
  - カミュ「ペスト」宮崎嶺雄訳、『カミュ Ⅰ』新潮社〈新潮世界文学 第48〉、1968年。
- カミュ『ペスト』宮崎嶺雄訳、新潮社〈新潮文庫〉、1969年10月。
  - カミュ『ペスト』宮崎嶺雄訳（64刷改版）、新潮社〈新潮文庫〉、2004年1月。ISBN 4-10-211403-3。
- アルベール・カミュ 『ペスト』 三野博司訳、岩波文庫、2021年4月、ISBN 4-00-375132-9
- カミュ 『ペスト』 中条省平訳、光文社古典新訳文庫、2021年9月、ISBN 4-334-75449-X

## 翻案作品
漫画
「ペスト」（車戸亮太、新潮社、2020年）